# دهه ۱۴۸۰ (میلادی)

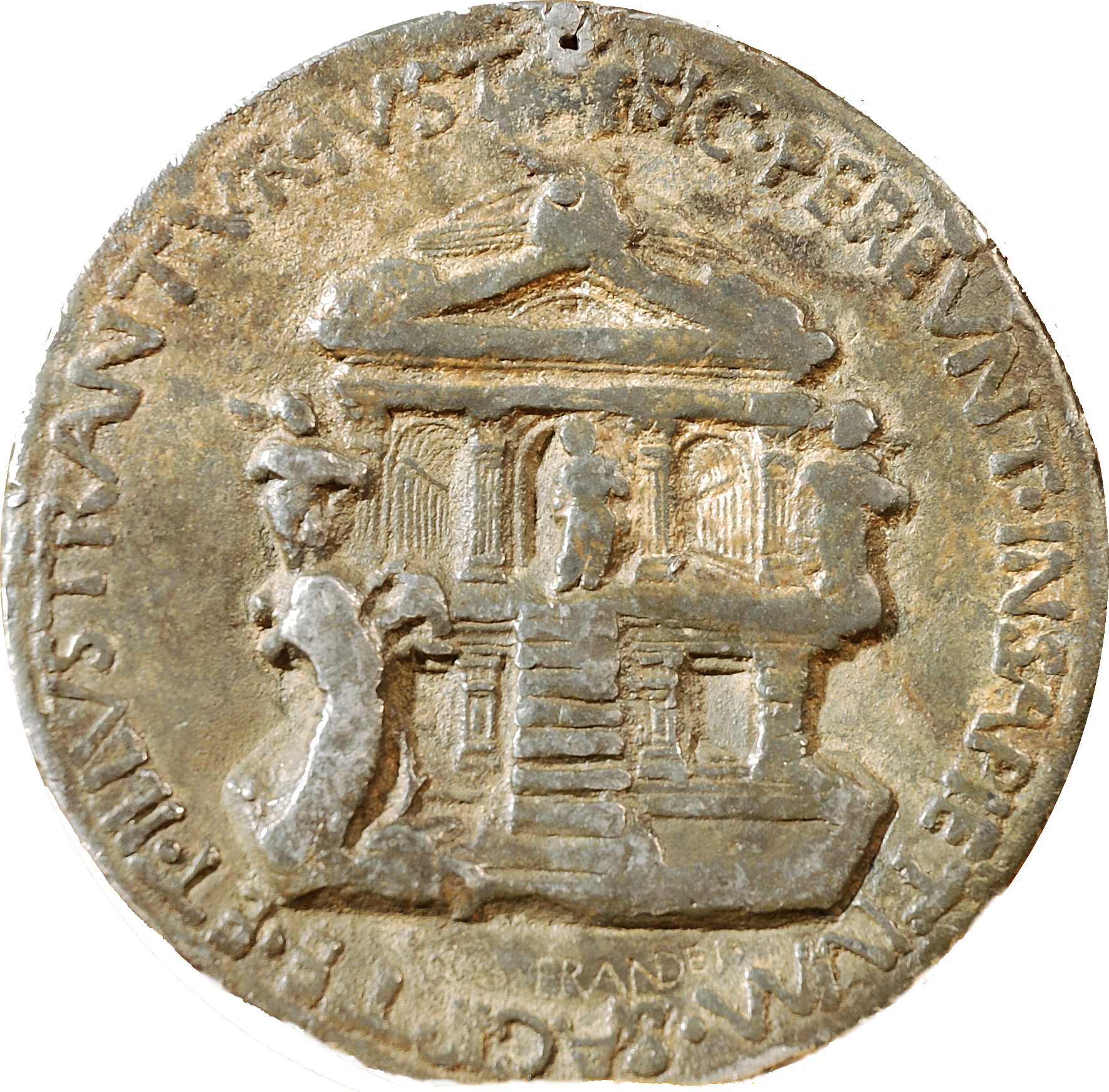
سکه‌ای از این دهه، کشف شده در ایتالیا

دهه ۱۴۸۰ (میلادی) صد و چهل و هشتمین دهه تقویم میلادی است.

## درگذشتگان
‎